# Макарова, Мария Андреевна
Мари́я Андре́евна Мака́рова (род. 5 ноября 1991, Москва) — российская ориентировщица, серебряный и двукратный бронзовый призёр Сурдлимпийских игр 2013 года, чемпионка мира по спортивному ориентированию среди спортсменов с нарушением слуха. Заслуженный мастер спорта России.

## Награды и звания
- Заслуженный мастер спорта России (2013).[1]